# Erna Klemm

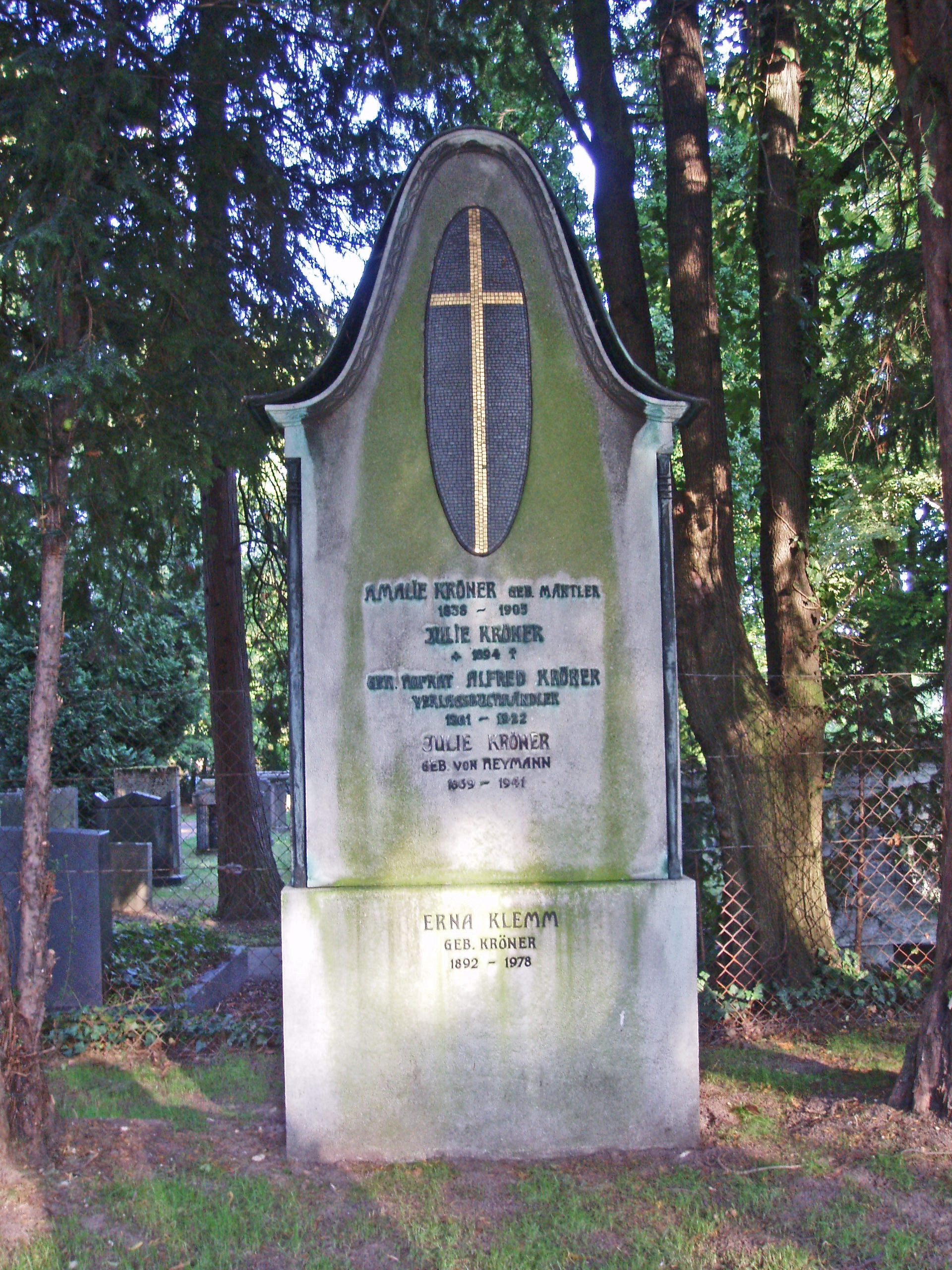
Grab der Familie Kröner auf dem Pragfriedhof Stuttgart

Erna Klemm, geborene Erna Kröner, (* 10. August 1892 in Stuttgart; † 20. November 1978 ebenda) war eine deutsche Verlegerstocher und -ehefrau sowie Lyrikerin.
Erna Kröner war die Tochter des Verlegers Alfred Kröner. Sie heiratete 1912 Wilhelm Klemm (1881–1968), der 1921 geschäftsführender Gesellschafter des Alfred Kröner Verlags wurde. Aus der Ehe gingen vier Söhne hervor, darunter der spätere Chemiker Alfred Klemm (1913–2013) und der spätere Verleger Arno Klemm (* 1914), zwei Söhne fielen im Zweiten Weltkrieg. Die Ehe wurde 1947 geschieden.
Erna Klemm lebte mit ihrem Mann in Leipzig, wo sie mit dem Franz Pfemfert und seiner Frau befreundet war. Zwischen 1914 und 1916 veröffentlichte sie Gedichte in der von Pfemfert herausgegebenen Zeitschrift „Die Aktion“. Pfemfert und seine Zeitschrift, in der auch ihr Mann Gedichte veröffentlichte, wurden von ihr auch finanziell unterstützt. 1918 gründete sie mit ihrer Schwägerin Annemarie Jacob in Leipzig die „Vereinigung für Neue Kunst“. In den 1920er Jahren lebte sie in Davos, nach dem Zweiten Weltkrieg in Stuttgart.